# فريديرك كولين
فريديرك كولين هي ممثلة كندية، ولدت في 1944 في مونتريال في كندا.

## وصلات خارجية
- فريديرك كولين على موقع IMDb (الإنجليزية)
- فريديرك كولين على موقع ألو سيني (الفرنسية)
- فريديرك كولين على موقع أول موفي (الإنجليزية)
- فريديرك كولين على موقع قاعدة بيانات الأفلام السويدية (السويدية)
- فريديرك كولين على موقع قاعدة بيانات الفيلم (الإنجليزية)
- فريديرك كولين على موقع كينوبويسك (الروسية)